# Marius Eriksen (1922)
Pour les articles homonymes, voir Eriksen.
Marius Eriksen, né le 8 décembre 1922 à Kristiana (Oslo) et mort le 6 juillet 2009 dans la même ville, est un pilote de guerre, skieur alpin et acteur norvégien.

## Biographie

### Famille et vie privée
Il est le fils du gymnaste Marius Eriksen et est le frère de Stein, skieur alpin réputé. Sa mère est une pionnière du ski alpin féminin en Norvège.
Il est propriétaire d'un magasin de biens sportifs à Oslo. Le célèbre Pull Marius est nommé après lui et Marius Eriksen est considéré comme héros national en Norvège.
Avec Bente Ording Eriksen, il donne naissance à cinq enfants, dont Beate Eriksen, une actrice et réalisatrice.

### Carrière de pilote
En 1940, il fuit la Norvège, alors envahie par l'Allemagne nazie vers l'Écosse, puis vers le Canada, où il est formé en tant que pilote à la Petite Norvège, section de la Force aérienne royale norvégienne. De retour au Royaume-Uni, en utilisant un Supermarine Spitfire, il fait partie des pilotes les plus prolifiques avec neuf cibles atteintes.
En 1943, alors pilotant son 332 Squadron, son avion est abattu et Eriksen est détenu prisonnier jusqu'en 1945 en Pologne.

### Carrière sportive
Il est membre des clubs Heming Il et Ready à Oslo.
Marius Eriksen participe aux Jeux olympiques d'hiver de 1948 à Saint-Moritz, où il est vingtième en descente et combiné. Au niveau national, il gagne les Championnats innoficiels de Norvège en 1947 et 1948 en slalom. Il entraîne plus tard l'équipe féminine norvégienne de ski alpin.

### Carrière dans le cinéma
Dans les années 1950, il joue dans des films qui retracent sa carrière de pilote et de skieur alpin, tels que Troll i ord (1954), une comédie où il a le rôle d'un instructeur de ski et porte le pull-over Marius et Slalåm under himmelen (1957), où il est pilote d'un F-84 Thunderjet.

## Palmarès

### Jeux olympiques d'hiver
| Épreuve / Édition | Saint-Moritz 1948 |
| Descente          | 20e               |
| Combiné           | 20e               |